# Stereonephthya acaulis
Stereonephthya acaulis is een zachte koraalsoort uit de familie Alcyoniidae. De koraalsoort komt uit het geslacht Stereonephthya. Stereonephthya acaulis werd in 1968 voor het eerst wetenschappelijk beschreven door Verseveldt. 